# Tacopalca
Tacopalca (auch: Toko Palka) ist eine Ortschaft im Departamento Potosí im südamerikanischen Anden-Staat Bolivien.

## Lage im Nahraum
Tacopalca liegt in der Provinz Rafael Bustillo und ist eine Ortschaft in dem seit Juni 2009 selbständigen Municipio Chuquihuta, das vor der Selbständigkeit ein Kanton im südlichen Teil des Municipio Uncía war. Die Ortschaft liegt auf einer Höhe von 3360 m am Zusammenfluss des Río Juchcha Jahuira mit dem Río Chiar Jakko, die flussabwärts in östlicher Richtung unter dem Namen Río Blanco oder Río Tres Mojones weiterfließen.

## Geographie
Tacopalca liegt am Übergang des Hochlandes von Oruro in das Gebirge von Potosí. Die Region ist im Norden und Westen von Hochgebirgszügen der Cordillera Central begrenzt. Die Vegetation ist die der Puna, das  Klima ein typisches Tageszeitenklima, bei dem die täglichen  Temperaturschwankungen größer sind als die  monatlichen Schwankungen.
Die  mittlere Jahresdurchschnittstemperatur  liegt bei 9 °C, die  Monatsdurchschnittswerte schwanken zwischen knapp  5 °C im Juni/Juli und  11 °C von November bis März (siehe Klimadiagramm Uncía).  Der Jahresniederschlag beträgt 370 mm und fällt vor allem in den  Sommermonaten, die aride  Zeit mit Monatswerten von maximal  10 mm dauert von April bis Oktober.

## Verkehrsnetz
Tacopalca liegt in einer Entfernung von 138 Straßenkilometern südöstlich von Oruro, der Hauptstadt des Departamento Oruro.
Von Oruro führt die  asphaltierte Nationalstraße Ruta 1 in südlicher Richtung 22 Kilometer über Vinto nach Machacamarquita, acht Kilometer nördlich von Machacamarca gelegen. In Machacamarquita zweigt die Ruta 6 in südöstlicher Richtung ab und erreicht über Huanuni und über Passhöhen von mehr als 4500 m nach 79 Kilometern die Stadt Llallagua. Von dort führt die Ruta 6 auf weiteren 38 Kilometern über Uncia und Cala Cala nach Chuquihuta, erreicht nach weiteren 18 Kilometern Tacopalca und noch einmal 35 Kilometern Pocoata und Macha. In Tacopalca überquert eine Brücke den Fluss in das benachbarte Tocoria.

## Bevölkerung
Die Einwohnerzahl des Ortes ist in dem Jahrzehnt zwischen den beiden letzten Volkszählungen um fast die Hälfte angestiegen:
| Jahr | Einwohner   | Quelle       |
| ---- | ----------- | ------------ |
| 1992 | keine Daten | Volkszählung |
| 2001 | 85          | Volkszählung |
| 2012 | 121         | Volkszählung |
| 2024 |             | Volkszählung |